# Gonaepa
Gonaepa is een geslacht van vlinders van de familie tastermotten (Gelechiidae).

## Soorten
- G. actinis Walsingham, 1915
- G. dysthyma Diakonoff, 1954
- G. heliarcha (Meyrick, 1886)
- G. josianella Walker, 1866